# 黃世傑 (醫師)
黃世傑（Shier-Chieg Huang，1949年5月19日—），花蓮人，曾任臺北市政府衛生局長，台灣知名小兒骨外科權威，曾在台大醫院擔任醫師38年，為前台北市長柯文哲的老師並與柯共事多年。曾任台大小兒骨科主任、衛生福利部台北醫院院長、台大醫院雲林分院院長與台大醫院總院副院長，2014年8月間退休後轉任中國附醫副院長，2014年12月獲柯文哲延攬，擔任台北市政府衛生局局長。2022年隨柯市府任期結束卸任，未退休繼續擔任醫師。 （页面存档备份，存于）

## 生平
黃世傑於1974年在台灣大學醫學系取得醫學士學位。1976年，在他服了兩年兵役後，才開始在台大醫學接受6年的住院醫師訓練。幸運地在實習第四年（1979年）擔任總住院醫師，結束後，恰巧中沙醫療團在招募，受時任外科主任洪啟仁鼓勵，黃世傑「一股傻勁」就一起到了沙烏地阿拉伯的吉達醫院。
1977年，中華民國與沙烏地阿拉伯於兩國聯合公報中簽訂「中沙醫療合作備忘錄」，台大醫院依約派員至沙烏地阿拉伯協助醫院開放啟用。1980年6月，行政院衛生署選派10位醫師，攜眷共16人前往沙烏地阿拉伯援助。黃世傑參與其中，前後時間為2年。黃世傑初到吉達醫院，醫院除了尚未開幕外，許多設備、器材仍不完全。抵達的第一個月，黃世傑就曾與侯勝茂兩人一起，為沙國醫師束手無策之脊椎結核下身癱瘓病人施行手術後治療，並獲得病人登報鳴謝。
黃世傑回國後擔任外科系主治醫師。沒多久，1983年，黃世傑又受洪啟仁派去美國丹佛市兒童醫院學習小兒骨科醫學，進修一年，是台灣到美國學習兒童骨科學的第一人。
回國後任台大醫學系骨科講師，1989年得到台大醫學系臨床醫學研究所博士學位，升任副教授。升任副教授後曾兼台大醫院小兒骨科主任2年。
1997年升正教授，曾調兼行政院衛生署台北醫院院長、台大醫院醫療事務室主任、台灣大學兒童醫院籌備處主任。
黃世傑教授是國內極負盛名的兒童骨科權威，對先天性畸形、外傷造成的兒童骨科疾病屢有創新治療手法，多次在國際醫學會議上示範教學。其個人的六字箴言為：「守時、守法、守信」。

## 政治生涯

### 2016議員票選 滿意度最高
2016年1月，臺北市政府向63名議員發出首長滿意度調查問卷，評比市長、三名副市長及二級機關首長共三十八人，衛生局長黃世傑獲得滿意度最高，排行第一。

### 好心肝特權疫苗風波
2021年6月，台北市好心肝診所爆出違背中央流行疫情指揮中心的疫苗施打接種規定。臺北市衛生局讓好心肝診所未先行造冊，即連續兩日領取115瓶疫苗（每瓶約可供10人施打），違規讓不符合資格的診所志工趁夜提前偷打，包含PChome董事長詹宏志、藝人郭子乾、侯昌明都在名單中。臺北市政府僅懲處衛生局疾管科長、股長及專員，裁處兩百萬元。黃世傑因此向柯文哲請辭，但未獲准。
2021年6月30日，臺北市議會進行定期大會，黃世傑請假缺席。經追問才得知其因遭廉政委員會調查中，他希望配合調查而請假避嫌。然而，也引發眾人質疑，疫情當前，局長請辭或恐影響防疫行政作為，議員苗博雅直批防疫業務大頭「擅離職守」，「衛生局有沒有局長都沒差嗎？」。
7月2日，黃世傑銷假返回崗位、並出席議會大會，被議員張斯綱詢問，黃世傑坦承是「被請假」，副市長黃珊珊要求他「請假一個月」。

## 學歷
- 國立臺灣大學醫學院/醫學系/學士
- 國立臺灣大學醫學院/臨床醫學研究所博士班/博士
- 國立臺灣大學管理學院/高階公共管理組/碩士

## 榮譽
- 1995年12月榮獲財團法人青杏醫學文教基金會「青杏醫療服務獎」
- 2010年7月榮獲雲林縣政府蘇治芬縣長頒贈雲林縣第一張「榮譽縣民」證書
- 2014年11月榮獲中華民國醫師公會全聯會103年度「醫療服務傑出獎」

## 著作
- 《意外傷害及其急救》（1977，正中醫學保健叢書）

## 外部連結
- 臺大醫院黃世傑網頁